# 亨利 (伊利諾伊州)
亨利（英語：Henry）是一個位於美國伊利諾伊州馬歇爾縣的城市。

## 地理
亨利的座標為41°06′47″N 89°21′37″W / 41.11306°N 89.36028°W，而該地的平均海拔高度為148米（即486英尺）。

## 人口
根據2010年美國人口普查的數據，亨利的面積為4.71平方千米，當中陸地面積為4.52平方千米，而水域面積為0.19平方千米。當地共有人口2464人，而人口密度為每平方千米523.14人。